# Деже Немеш
Деже Немеш (угор. Nemes Dezső, 6 вересня 1908, Левоча, Австро-Угорщина (нині Словаччина) — 30 березня 1985, Будапешт) — угорський політичний, профспілковий і громадський діяч, журналіст, політолог, прозаїк, історик, редактор, член-кореспондент (1958), академік Угорської АН (1964). Іноземний член Академії наук СРСР (1982). [Архівовано 10 жовтня 2017 у Wayback Machine.] [Архівовано 10 жовтня 2017 у Wayback Machine.]
Лауреат премії ім. Кошута (1954). Лауреат Державної премії Угорської Народної Республіки (1975).

## Біографія
За походженням робітник. У 1926 вступив в компартію Угорщини. У 1927 — секретар ЦК Союзу робітничої комуністичної молоді, в серпня 1928 роки за нелегальну комуністичну діяльність був заарештований і засуджений до трьох років позбавлення волі. У 1928—1931 перебував у в'язниці. Після звільнення з в'язниці Немеш емігрував до СРСР.
У 1931—1933 в еміграції в Радянському Союзі.
У 1933 в Москві закінчив Міжнародну ленінську школу Комінтерну.
У тому ж році нелегально прибув до Угорщини. У 1933 призначений секретарем Будапештського комітету комуністичної партії. У 1934—1936 — член ЦК партії. Відповідав за підготовку молодих партійних кадрів.
У 1939 році повернувся в Москву і працював там під час Другої світової війни на заводі. Навчався на історичному факультеті МДУ.
У 1941 році працював в Комінтерні. У 1943—1945 — політпрацівник у таборі для угорських військовополонених.
У 1945 повернувся на батьківщину.
У 1945—1948 — перший секретар Ради профспілок Угорщини. У 1949 редагував теоретичний журнал, друкований орган компартії Угорщини.
У 1950—1953 — начальник Головного управління міністерства народної освіти, в 1953—1956 працював директором видавництва «Сикріт».
У 1956 — директор Вищої партійної школи.
У 1957—1961 — головний редактор щоденної газети «Непсабадшаг» («Népszabadság»).
З 1957 — член ЦК Угорської соціалістичної робітничої партії, з 1959 — член Політбюро ЦК УСРП.
У 1961—1965 — секретар ЦК УСРП.
У 1965—1967 — директор інституту історії партії, з 1967 був ректором Вищої політичної школи при ЦК УСРП.
З 1980 по 1983 рік — директор Інституту історії УСРП.

## Наукова діяльність
Автор праць з нової та новітньої історії Угорщини, зокрема з історії угорського робітничого руху. Голова редколегії тритомної «Історії угорського революційного робітничого руху».

## Вибрані публікації
- Az Általános Munkásegylet története 1868—1873 (Будапешт, 1952)
- Magyarország felszabadulása (Будапешт, 1955)
- A népi Magyarország 15 éves fejlődése (Будапешт, 1960, 1961)
- Az ellenforradalom története Magyarországon 1919—1921 (Будапешт, 1962)
- A Bethlen-kormány külpolitikája 1927-1931-ben (Будапешт, 1960)
- Угорщина в роки контрреволюції. 1919—1921, (Москва, 1964);
- A lenini eszmék ereje (Будапешт, 1970, в рос. пер. — Ленін з нами, М., 1970)
- A magyar munkásmozgalom történetéhez. Tények, viták, tanulságok (Будапешт, 1974)
- Forradalmak és Tanácsköztársaság Magyarországon. 1918—1919 (Будапешт, 1979)
- A biatorbágyi merénylet és ami mögötte van … (Будапешт, 1981)
- Kun Béla politikai életútjáról (Будапешт, 1985)